# The Best (t.A.T.u.)
The Best (anche scritto come t.A.T.u. - The Best) è la prima raccolta di brani del duo musicale russo t.A.T.u., pubblicata nel settembre 2006 dalle etichette Universal Music e Interscope Records.
La compilation è stata pubblicata come ultima opera sotto la Universal/Interscope, a seguito della separazione tra la casa discografica e le cantanti.

## Descrizione
La raccolta fu pubblicata il 4 settembre 2006 in Corea e in Brasile, l'11 settembre in Europa, il 27 settembre in Giappone, il 29 settembre in Germania e il 10 ottobre negli Stati Uniti. Fu più tardi resa disponibile anche nell'iTunes Store il 7 novembre.
Il disco comprende i singoli più venduti, rari remix e tre tracce mai pubblicate prima. In realtà, anche se la raccolta dichiara la presenza di tre nuove canzoni, Null and Void è l'unica traccia inedita dell'album (a parte i remix) ed è la versione inglese di Obez'janka nol'. Vi sono due versioni della raccolta: la standard, con un solo CD e la Deluxe Edition, che include anche il DVD contenente un concerto live, video musicali e altro materiale. In Corea l'edizione Deluxe comprendeva anche un poster. Negli Stati Uniti fu messa in vendita la versione con CD che era possibile acquistare solo nella catena di negozi Best Buy. Comunque, per i rivenditori online degli Stati Uniti era disponibile grazie all'importazione dalla Corea.

### Copertina
La copertina del disco riprende uno scatto delle t.A.T.u. tratto dal servizio fotografico di Sheryl Nields del 2002, con Julia Volkova e Lena Katina in posizione ravvicinata che si stringono la mano. La stessa copertina era stata già utilizzata per il singolo del 2003 How Soon Is Now?, in questo caso però con una diversa tonalità dell'immagine.
A Taiwan il disco, in versione CD+DVD, uscì all'interno di una foderina con la stessa foto presente sulla cover di Gomenasai.

## Accoglienza
| Recensione | Giudizio |
| ---------- | -------- |
| AllMusic   |          |

L'album ha ricevuto recensioni generalmente positive dai critici musicali. Stephen Thomas Erlewine di AllMusic ha assegnato al disco tre stelle e mezzo su cinque, affermando che fosse ancora un po' presto per un best of di un gruppo con alle spalle soltanto due album in studio (quattro, se si conta che sono usciti in due lingue diverse e con molte tracce differenti).

## Promozione
Loves Me Not è l'unico singolo estratto dall'album, pubblicato nel settembre del 2006. Sebbene la canzone sia già presente nell'album Dangerous and Moving, è considerata il primo e unico singolo del The Best. Un basso numero di copie fu stampato e venduto in Europa. Una versione alternativa della canzone può essere trovata nell'album Ljudi invalidy.

## Tracce
1. All About Us – 3:01 (Josh Alexander, Billy Steinberg, Jessica Origliasso, Lisa Origliasso, Martin Kierszenbaum, Robert Orton)
2. All the Things She Said – 3:34 (Trevor Horn, Ivan Šapovalov, Martin Kierszenbaum, Elena Kiper, Valerij Polienko, Sergio Galoyan)
3. Not Gonna Get Us – 4:20 (Trevor Horn, Elena Kiper, Ivan Šapovalov, Valerij Polienko, Sergio Galoyan)
4. How Soon Is Now? (cover degli Smiths) – 3:14 (Morrissey, Johnny Marr, Martin Kierszenbaum, Robert Orton)
5. Loves Me Not – 2:54 (Ed Buller, Andy Kubiszewski)
6. Friend or Foe (Radio Version) – 3:06 (Martin Kierszenbaum, David Stewart, Robert Orton)
7. Gomenasai – 3:42 (Martin Kierszenbaum, Robert Orton)
8. Null and Void – 4:25 (Martin Kierszenbaum, V. Adaričev, A. Pokutnyj, Valerij Polienko, Sergio Galoyan, Dennis Ingoldsby, T.A. Music)
9. Cosmos (Outer Space) (She Wants Revenge Remix) – 5:36 (Leonid Alexandrovski, Sergio Galoyan, Martin Kierszenbaum, Valerij Polienko, Dennis Ingoldsby)
10. Show Me Love (Radio Version) – 3:49 (Sergio Galoyan, Martin Kierszenbaum, Valerij Polienko, Robert Orton)
11. Craving (I Only Want What I Can't Have) (Bollywood Remix) – 4:08 (Lisa Lindley Jones, Trevor Horn)
12. Ne ver', ne bojsja (Eurovision 2003 Version) – 3:02 (Valerij Polienko, Mars Lasar, Ivan Šapovalov)
13. 30 Minutes – 3:16 (Sergio Galoyan, Martin Kierzszenbaum, Ivan Šapovalov, Valerij Polienko, Robert Orton)
14. Divine (Extended Version) – 3:17 (Ryan Tedder, Martin Kierszenbaum)
15. Perfect Enemy – 4:09 (T.A. Music, Sergio Galoyan, Martin Kierszenbaum, Valerij Polienko, Dennis Ingoldsby)
16. All the Things She Said (Dave Audé Remix) – 5:15 (Trevor Horn, Ivan Šapovalov, Martin Kierszenbaum, Elena Kiper, Valerij Polienko, Sergio Galoyan)
17. Ljudi invalidy (Russian Version – Vanja Kilar Remix) – 3:22 (Valerij Polienko, Ivan Šapovalov, Martin Kierszenbaum, T.A. Music)
18. Loves Me Not (Glam As You Mix Radio Edit) – 3:11 (Ed Buller, Andy Kubiszewski)
19. Nas ne dogonjat (Not Gonna Get Us Russian Version) – 4:21 (Ivan Šapovalov, Elena Kiper, Valerij Polienko, Sergio Galoyan, Trevor Horn)
20. Ja sošla s uma (All The Things She Said Russian Version) – 3:34 (Ivan Šapovalov, Elena Kiper, Valerij Polienko, Sergio Galoyan, Trevor Horn)

### Disco 2 (DVD)
Performance live al Glam As You a Parigi, Francia:
1. Dangerous and Moving (Intro)
2. All About Us
3. Not Gonna Get Us
4. Obez'janka nol'
5. Loves Me Not
6. All the Things She Said

Video:
- Gomenasai
- Gomenasai (Animated Version)
- How Soon Is Now?
- Ljudi invalidy
- All About Us (Explicit Version)
- All About Us (Edited Version)
- Friend or Foe

Video remix di:
- All the Things She Said (Hardrum Remix)
- Not Gonna Get Us (Dave Audé's Velvet Dub)
- All About Us (Dave Audé's Big Mixshow)
- Friend or Foe (L.E.X. Massive Club Remix)

Making of di:
- Video All About Us
- Video Friend or Foe con Sting
- Canzone Gomenasai con Richard Carpenter

Spot TV internazionali:
- Giappone
- Germania
- Francia
- Tawain
- Regno Unito
- Russia

## Classifiche

### Classifiche settimanali
| Classifica (2006) | Posizione massima |
| ----------------- | ----------------- |
| Giappone          | 204               |
| Italia            | 88                |
| Taiwan            | 11                |

### Classifiche mensili
| Classifica (2006) | Posizione massima |
| ----------------- | ----------------- |
| Polonia           | 65                |

## Curiosità
- Divine anche se etichettata come "versione estesa" ha la stessa lunghezza di quella trovata in Dangerous and Moving e nel singolo di All About Us.
- Nas ne dogonjat e Ja sošla s uma sono le stesse versioni di 200 km/h in the Wrong Lane e non quelle di 200 po vstrečnoj.
- iTunes aveva negli Stati Uniti una versione più semplice dell'album (soprattutto senza le canzoni russe), ma dopo un alto numero di richieste la piattaforma rese disponibile la pubblicazione con l'intera lista di tracce.
- Il singolo Prostye dviženija doveva essere originalmente inserito nella raccolta; tuttavia, per ragioni sconosciute, la canzone non fu inclusa. Lena Katina menzionò inoltre che anche A Simple Motion (la versione inglese di Prostye dviženija ancora inedita) doveva essere inserita tra le tracce nuove del disco, ma ciò non avvenne. La traccia è stata successivamente resa disponibile nella riedizione decennale di 200 km/h in the Wrong Lane il 12 novembre 2012.
- La copertina dell'album presenta diversi errori tipografici. Sul lato del CD il logo delle t.A.T.u. manca di un punto, oltre al fatto che spiccano alcune imprecisioni nella traslitterazione (anglosassone) delle canzoni russe, trascritte come Nas ne dagoniat, Ya soshia s uma e Ludi invalidi.
- La copertina del DVD non elenca nella lista dei contenuti i video di Friend or Foe e della versione censurata di All About Us. Tuttavia, questi video sono inclusi nella pubblicazione.